# Copa del Generalíssim de futbol 1945-46
La Copa del Generalíssim de futbol 1945-46 va ser la 42ena edició de la Copa d'Espanya.

## Primera Ronda
7 i 14 d'abril. Sevilla CF, FC Barcelona, Granada CF, SD Ceuta quedaren exempts.
| Equip 1                | Global | Equip 2                | Anada | Tornada |
| ---------------------- | ------ | ---------------------- | ----- | ------- |
| Deportivo de la Coruña | 3-7    | RCD Espanyol           | 1-2   | 2-5     |
| Reial Madrid           | 7-2    | Cub Ferrol             | 4-1   | 3-1     |
| Real Gijón             | 8-3    | Real Santander         | 8-1   | 0-2     |
| CE Sabadell            | 3-6    | Athletic de Bilbao     | 2-4   | 1-2     |
| Reial Societat         | 5-7    | Atlético Aviación      | 3-3   | 2-4     |
| València CF            | 8-1    | Real Betis Balompié    | 5-0   | 3-1     |
| Reial Saragossa        | 2-4    | Reial Múrcia           | 2-0   | 1-3     |
| Jerez FC               | 2-7    | Celta de Vigo          | 2-1   | 0-6     |
| Hèrcules CF            | 3-5    | Gimnàstic de Tarragona | 1-1   | 2-4     |
| RCD Mallorca           | 1-3    | Real Oviedo            | 1-1   | 0-2     |
| RCD Córdoba            | 4-4    | CE Castelló            | 3-1   | 1-3     |
| UD Salamanca           | 3-8    | CE Alcoià              | 2-3   | 1-5     |

- Desempat

| Equip 1     | Marcador | Equip 2     |
| ----------- | -------- | ----------- |
| RCD Córdoba | 2-1      | CE Castelló |

## Vuitens de final
21 i 28 d'abril.
| Equip 1                | Global | Equip 2           | Anada | Tornada |
| ---------------------- | ------ | ----------------- | ----- | ------- |
| Celta de Vigo          | 0-9    | València CF       | 0-2   | 0-7     |
| Sevilla                | 8-1    | FC Barcelona      | 8-0   | 0-1     |
| RCD Espanyol           | 3-3    | Real Oviedo       | 2-0   | 1-3     |
| Real Gijón             | 4-11   | Atlético Aviación | 3-4   | 1-7     |
| Gimnàstic de Tarragona | 1-2    | Granada CF        | 1-0   | 0-2     |
| Reial Madrid           | 6-1    | Ceuta             | 6-0   | 0-1     |
| Athletic de Bilbao     | 3-5    | CE Alcoià         | 3-3   | 0-2     |
| RCD Córdoba            | 2-2    | Reial Múrcia      | 1-0   | 1-2     |

- Desempat

| Equip 1      | Marcador | Equip 2      |
| ------------ | -------- | ------------ |
| RCD Espanyol | 1-2      | Real Oviedo  |
| RCD Córdoba  | 2-0      | Reial Múrcia |

## Quarts de final
5 i 12 de maig.
| Equip 1           | Global | Equip 2      | Anada | Tornada |
| ----------------- | ------ | ------------ | ----- | ------- |
| Atlético Aviación | 3-1    | Sevilla      | 1-0   | 3-6     |
| Real Oviedo       | 4-2    | RCD Córdoba  | 1-0   | 2-1     |
| CE Alcoià         | 2-4    | Reial Madrid | 2-2   | 0-2     |
| València CF       | 4-6    | Granada CF   | 4-1   | 0-1     |

## Semifinals
19 i 26 de maig.
| Equip 1     | Global | Equip 2      | Anada | Tornada |
| ----------- | ------ | ------------ | ----- | ------- |
| Real Oviedo | 1-4    | Reial Madrid | 0-1   | 1-3     |
| València CF | 7-1    | Sevilla      | 7-0   | 0-1     |

## Final
| Reial Madrid CF               | 3 - 1 | València CF          |
| ----------------------------- | ----- | -------------------- |
| Barinaga 2' · Pruden 40', 52' |       | Gorostiza 81' (pen.) |

## Campió
| Campions de la Copa d'Espanya 1946   |
| ------------------------------------ |
| Reial Madrid Club de Futbol 8è títol |